# Горст Карстен
Горст Карстен (нім. Horst Karsten, 1 січня 1936) — німецький вершник.
Бронзовий призер Олімпійських Ігор 1964 (командне триборство), 1972 (командне триборство) років, учасник 1968 року.
Бронзовий призер Чемпіонату світу з кінного триборства 1974 року в командному триборстві.
Чемпіон Європи з кінного триборства 1973 року в командному триборстві, срібний призер 1977 року в командному триборстві, бронзовий призер 1965 (індивідуальне триборство), 1969 (командне триборство), 1973 (індивідуальне триборство), 1975 (командне триборство), 1977 (індивідуальне триборство) років.